# Shūkan Bunshun
Shūkan Bunshun (jap. 週刊文春, ang. Weekly Bunshun) – japoński tygodnik (shūkanshi) tabloidowy z siedzibą w Tokio, znany z reportaży śledczych i częstych starć z japońskim rządem. W związku z tym jest znany jako jeden z najbardziej wpływowych tygodników w Japonii.
Tabloid ukazał się po raz pierwszy w kwietniu 1959 roku. Głównym rywalem Shūkan Bunshun jest bardziej konserwatywny Shūkan Shinchō.

## Wybrane artykuły
- W 1989 roku Shūkan Bunshun opublikował tożsamość czterech młodych mężczyzn, którzy uprowadzili, zgwałcili, torturowali i zamordowali Junko Furutę. Tygodnik uzasadnił, że biorąc pod uwagę powagę przestępstwa, oskarżeni nie zasługują na zachowanie prawa do anonimowości[5].

- 31 stycznia 2013 roku Shūkan Bunshun doniósł, że ówczesna członkini AKB48 Minami Minegishi spędziła noc w mieszkaniu Alana Shirahamy, członka boysbandu Generations from Exile Tribe, pomimo tego, że członkinie AKB48 nie mogą wchodzić w romantyczne związki. W odpowiedzi na ten artykuł na kanale YouTube grupy AKB48 pojawił się filmik z przeprosinami Minegishi. W filmie idolka (z ogoloną głową, aby okazać skruchę), wielokrotnie przeprasza za swoje „bezmyślne zachowanie” z nadzieją, że kierownictwo pozwoli jej pozostać w grupie[6][7].